# 波氏夢角鮟鱇
波氏夢角鮟鱇，為輻鰭魚綱鮟鱇目棘茄魚亞目夢角鮟鱇科的其中一種。分布於北大西洋海域，屬深海魚類，棲息深度約0至1800公尺。

## 扩展阅读
維基物種上的相關：波氏夢角鮟鱇